# Кравани (Требишів)
Кравани (словац. Kravany) — село в окрузі Требишів Кошицького краю Словаччини. Площа села 6,33 км². Станом на 31 грудня 2016 року в селі проживало 356 жителів.

## Історія
Перші згадки про село датуються 1339 роком.

## Населення
| Рік:            | 1994. | 2004.   | 2014.   | 2024.   |
| --------------- | ----- | ------- | ------- | ------- |
| Кількість осіб: | 334   | 337     | 351     | 362     |
| Різниця:        |       | +0,89 % | +4,15 % | +3,13 % |

| Рік:            | 2023. | 2024.   |
| --------------- | ----- | ------- |
| Кількість осіб: | 369   | 362     |
| Різниця:        |       | -1,89 % |